# Gabriel Narutowicz

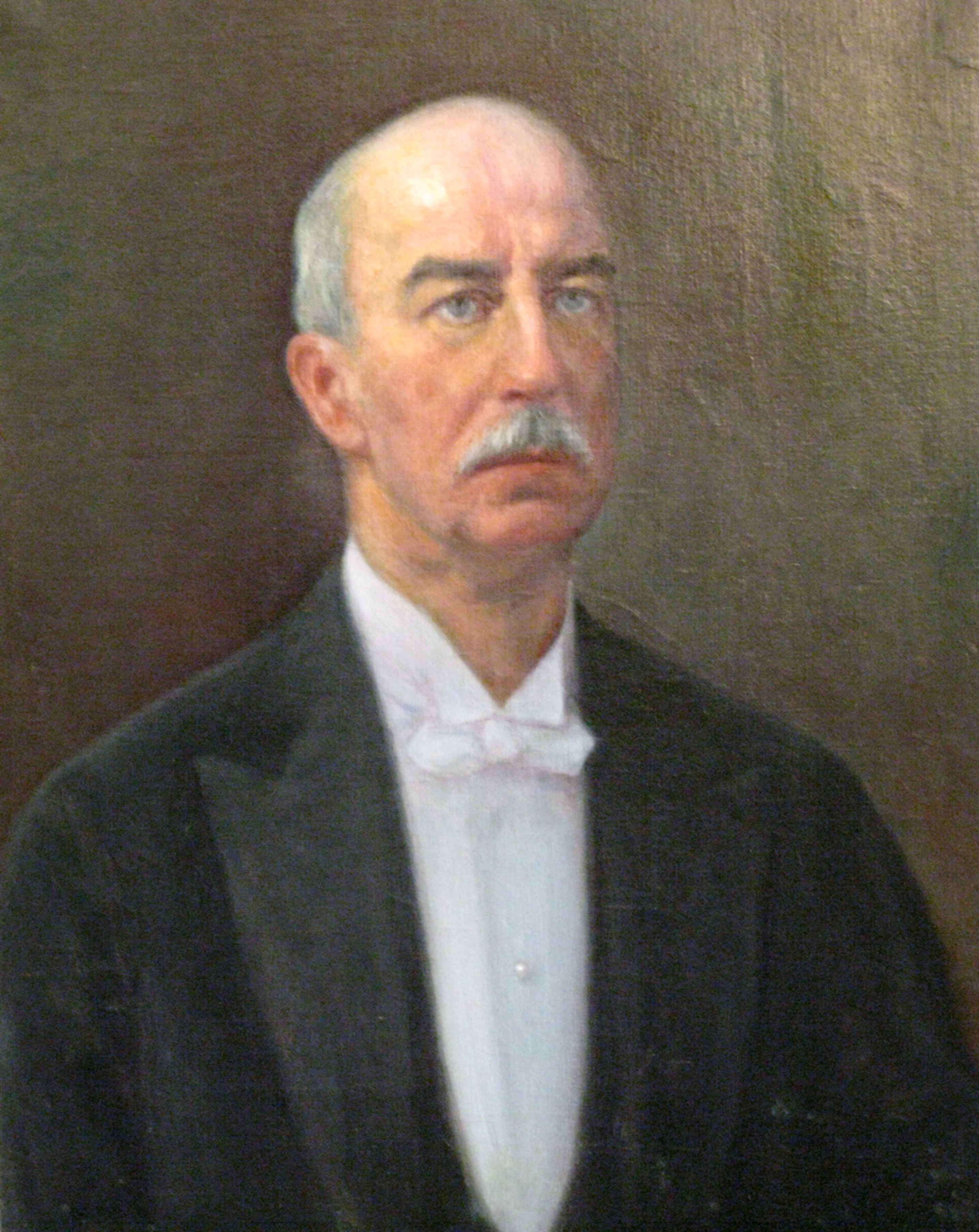
Gabriel Narutowicz

Gabriel Narutowicz (Telšiai, Litouwen, 17 maart 1865 – Warschau, 16 december 1922) was een Pools politicus en president van het land.

## Levensloop
Gabriel Narutowicz stamde uit een Poolse adellijke familie uit een deel van het Russische Rijk dat thans tot Litouwen behoort. Hij studeerde allereerst aan de Mathematisch-Fysische faculteit van de Universiteit van St. Petersburg en nadat hij was uitgeweken om aan politieke vervolging te ontsnappen, van 1887-1891  aan de Eidgenössische Technische Hochschule van Zürich. Hij was een bekwaam ingenieur, die in Zwitserland werkzaam was op het gebied van waterwerken en elektrificering.  In 1895 nam hij de Zwitserse nationaliteit aan. In 1907 werd hij hoogleraar aan de Eidgenössische Technische Hochschule van Zürich. Hij vergat evenwel zijn Poolse vaderland niet en was in politiek opzicht een aanhanger van de Poolse nationalistische leider Józef Piłsudski.
In september 1919 keerde hij op uitnodiging van de regering van het pas onafhankelijk geworden Polen terug naar zijn vaderland, waar hij zich, met de in Zwitserland verworven ervaringen, inzette voor de wederopbouw van de door de oorlog verwoeste infrastructuur van het land. In juni 1920 kreeg hij de post van Minister van openbare werken.
In de verkiezingen van 1922 steunde hij de  partij van de waarnemend president Józef Piłsudski, die evenwel kort daarop besloot om zich niet kandidaat te zullen stellen voor het presidentschap. Op 28 juni 1922 werd Narutowicz minister van buitenlandse zaken. Later in dat jaar werd Narutowicz een der kandidaten voor het presidentschap van de republiek. Volgens de toenmalige Poolse grondwet moest de president door het parlement worden verkozen. In de eerste ronde haalde hij niet veel stemmen. Favoriet was de Nationaal Democraat Maurycy Zamoyski. In enkele volgende stemrondes trokken diverse andere kandidaten zich terug en in de laatste ronde kwam Narutowicz als enige kandidaat te staan tegenover Zamoyski. De extreem-nationalistische opvattingen van deze laatste schrikten veel parlementariërs af, vooral degenen onder hen die behoorden tot de  nationale minderheden (Joden, Duitsers, Oekraïners, Wit-Russen e.d.).
Tot veler verbazing werd in de beslissende ronde Narutowicz tot president verkozen met 289 stemmen, tegen 227 voor Zamoyski.
Narutowicz werd nu door velen beschouwd als de kandidaat van links, hoewel hij geen uitgesproken linkse opvattingen had. Van de kant van de Nationaal Democraten werd felle propaganda tegen hem gevoerd. In katholiek-nationalistische kringen beschouwde men het als onaanvaardbaar dat als president een persoon verkozen werd die de steun had verkregen van slechts een minderheid (ca. 40%) van de katholieke etnische Polen, maar die daarnaast gesteund werd door vrijwel alle vertegenwoordigers van de nationale minderheden, die binnen de toenmalige grenzen van Polen ongeveer 30% van de bevolking vormden. Deze propaganda ontaardde in een ware haatcampagne. Men schilderde hem af als vrijmetselaar, atheïst en Jodenvriend.
Op 11 december 1922 werd Narutowicz als president ingehuldigd, maar hij zou slechts vijf dagen in functie blijven. Reeds op 16 december werd hij vermoord door een nationalistisch fanaticus, de kunstschilder Eligiusz Niewiadomski. De moordenaar werd ter dood veroordeeld en in januari 1923 terechtgesteld. In extreem-nationalistische kringen vereerde men hem als martelaar.
Het beloofde niet veel goeds voor de stabiliteit van de jonge Poolse republiek dat de eerste officieel verkozen president al zo spoedig het slachtoffer werd van een moordaanslag. Na de moord op Narutowicz werd het presidentschap tijdelijk waargenomen door parlementsvoorzitter Maciej Rataj. Enkele weken later benoemde het parlement Stanisław Wojciechowski tot president.
- Base de données des élites suisses: 76395
- Bibliothèque nationale de France: cb12468047z (data)
- Gemeinsame Normdatei: 118866192
- Historisch woordenboek van Zwitserland: 028450
- International Standard Name Identifier: 0000 0001 0980 6156
- Library of Congress Control Number: n82006659
- Nationale Bibliotheek van Letland: 000270386
- Nationale Bibliotheek van Tsjechië: js2018997747
- Nationale Bibliotheek van Israël: 987007273751105171
- Nationale Bibliotheek van Polen: a0000001182542
- Système universitaire de documentation: 098522051
- Virtual International Authority File: 64805152
- WorldCat: E39PBJrcj6jF9xGwG3TYD7TT73